# Mwadi Mabika
Mwadi Marie Mabika (Kinshasa, 27 luglio 1976) è un'ex cestista della Repubblica Democratica del Congo, professionista nella WNBA.

## Carriera
Con lo Zaire ha disputato i Giochi olimpici di Atlanta 1996.
Con la RD del Congo ha disputato i due edizioni dei Campionati africani (2005, 2007).

## Palmarès
- Campionato WNBA: 2

Los Angeles Sparks: 2001, 2002
- All-WNBA First Team (2002)